# Готлиб Хаберланд
Готлиб Хаберланд ( ; 1854, Ungarisch Altenburg (данашња Мошонмађаровар) — 1945, Берлин) је био аустријски ботаничар и биљни физиолог. 

## Биографија
Готлиб је шесто дете у породици Хаберланд која је дала више научника у разним областима истраживања. Његов отац, професор Фридрих Ј. Хаберланд био је европски пионир у истраживању соје, а Готлибов син Лудвиг Хаберланд физиолог ране репродуктивне фазе назван "дедом" комбиноване оралне контрацептивне пилуле због заслуга на њеном откривању. Брат Готлиба Михаел био је етнолог, један од оснивача Аустријског музеја етнологије и био је његов директор од 1911. до 1923.
Од 1874. до 1876. Готлиб Хаберланд студирао је на Бечком универзитету, а затим прелази у Тибинген где је био ђак Симона Швенденера, швајцарског ботаничара који је, поред осталог, установио да су лишајеви грађени од гљива и алги који су у симбиози. Од 1888. био је професор ботанике на Техничком универзитету у Грацу, а од 1910. на Хумболтовом унивезитету у Берлину, наслеђујући Швенденера на катедри за ботанику. Прешавши у Берлин организује нови Институт за биљну физиологију у Далему (југозападном делу Берлина) са пропратним вртовима и стакленицима.
Током живота у Грацу жени се са Шарлотом Хаекер са којом је био верен још у Тибингену. Са Шарлотом је имао петоро деце, а после Шарлотине смрти 1910. године, са другом женом, са којом се венчао у августу 1914, још двоје. Жеља му је била да поред обимних научних радова објави уџбеник ботанике за уметнике и занатлије за шта је био врло квалификован јер је имао талента за сликање и иза себе је оставио доста акварела и уља. Идеју је омео Први светски рат у коме учествује четворица његових синова из кога се враћају неповређени.

## Научни рад
Радови Хиберланда у тесној су вези са развојем биљне физиологије на почетку XX века. Предложио је класификацију биљних ткива према функцији коју обављају. Хаберланд је први указао на могућности гајења изолованих ткива, културом биљног ткива. Он је указао на потенцијал издвојених ћелија у култури ткива и на то да се истраживање реципрочног утицаја једног ткива на друго може обавити овом методом. Он је 1902. практично доказао теорију тотипотентности Шлајдена и Швана (1838), и доказао да су све биљне (и животињске) ћелије способне да дају цео организам, гајећи коренове парадајза на медијуму од екстракта квасца. Истовремено његови експерименти су од великог значаја за каснија открића у биологији и медицини. Године 1904. открио је да ефикаснија C-4 фотосинтеза код копнених биљака зависи од посебне кранц (венац) анатомије листа (која је типична за траве) и описао ју је разрађујући Швенденерову идеју. 
Хаберланд је био светски признат. Године 1911. изабран је за редовног члана Пруске академије наука, а 1924. године за дописног члана Руске академије наука.

### Значајни радови
- Die Entwicklungsgeschichte des mechanischen Gewebesystems der Pflanzen. 1879.
- Physiologische Pflanzenanatomie. 1884.
- Das reizleitende Gewebesystem der Sinnpflanze. 1890.
- Über Erklärung in der Biologie. 1900.
- Die Lichtsinnesorgane der Laubblätter. Leipzig: W. Engelmann, 1905.
- Sinnesorgane im Pflanzenreich zur Perzeption mechanischer Reize. 1906.
- Eine botanische Tropenreise. Indo-malayische Vegetationsbilder und Reiseskizzen. Leipzig, Engelmann 1893; 2. Aufl. 1910.
- Über Pflanzenkost in Krieg und Frieden: ein Vortrag. Leipzig: Teubner 1916 .
- Physiologie und Ökologie. I. Botanischer Teil. Berlin 1917.
- Das Ernährungsproblem und die Pflanzenphysiologie. Berlin: Norddt. Buchdr. u. Verl. Anst., 1918.
- Goethe und die Pflanzenphysiologie.- Leipzig, Weg 1923.
- Haberlandt, Gottlieb (1933). „Erinnerungen Bekenntnisse und Betrachtungen”. doi:10.1007/978-3-662-36740-7.
- Botanische Vademecum für bildende Künstler und Kunstgewerbler. Jena: Fischer, 1936
- Über das Wesen der morphogenen Substanzen. Berlin 1942